# Sommer-Paralympics 2020/Teilnehmer (Angola)
Angola sendete für die Paralympischen Spiele 2020 in Tokio (24. August bis 5. September 2021) zwei Athleten.
| stlisierte Goldmedaille | stlisierte Silbermedaille | stlisierte Bronzemedaille |
| ----------------------- | ------------------------- | ------------------------- |
| —                       | —                         | —                         |

## Teilnehmer

### Leichtathletik
| Athleten             | Wettbewerb | Vorlauf/Vorkampf | Vorlauf/Vorkampf | Halbfinale    | Halbfinale    | Finale        | Finale        | Rang |
| Athleten             | Wettbewerb | Zeit/Weite       | Rang             | Zeit/Weite    | Rang          | Zeit/Weite    | Rang          | Rang |
| -------------------- | ---------- | ---------------- | ---------------- | ------------- | ------------- | ------------- | ------------- | ---- |
| Frauen               |            |                  |                  |               |               |               |               |      |
| Juliana Ngleya Moko  | 100 m T11  | 13,03 s          | 2                | 13,15 s       | 4             | Ausgeschieden | Ausgeschieden | 6.   |
| Juliana Ngleya Moko  | 200 m T11  | 27,27 s          | 3                | 27,12 s       | 4             | Ausgeschieden | Ausgeschieden | 8.   |
| Juliana Ngleya Moko  | 400 m T11  | 1:04,26 min      | 3                | Ausgeschieden | Ausgeschieden | Ausgeschieden | Ausgeschieden | 9.   |
| Männer               |            |                  |                  |               |               |               |               |      |
| Manuel Ernesto Jaime | 1500 m T46 | –                | –                | –             | –             | 4:09,79 min   | 11            | 11.  |